# Ostracion solorensis
Ostracion solorensis és una espècie de peix de la família dels ostràcids i de l'ordre dels tetraodontiformes.

## Morfologia
- Els mascles poden assolir 12 cm de longitud total.
- Presenta dimorfisme sexual.[1][2][3]

## Hàbitat
És un peix marí, de clima tropical i associat als esculls de corall que viu entre 1-20 m de fondària.

## Distribució geogràfica
Es troba al Pacífic occidental: des de l'Illa Christmas i Indonèsia fins a Fiji, les Filipines, Tonga i el nord de la Gran Barrera de Corall.

## Observacions
És verinós per als humans.